# Ablabesmyia bianulata
Ablabesmyia bianulata es una especie de insecto díptero. Fue descrito por primera vez en 1988 por Analia C.Paggi. 
Pertenece al género Ablabesmyia, familia Chironomidae.

## Distribución
Se distribuye por Argentina.